# Rose de Reficul et Guiggles
Rose de Reficul et Guiggles（ローズ・ド・レフィクァル・エ・ギグルス）は「Victorian Underground」というオリジナルジャンルを提示する日本のパフォーマンス・ユニット。

## 来歴
2001年にRose de Reficulのソロ活動にGuigglesが加入し結成された。2004年より関西・関東のクラブシーンを中心に活動を本格開始。
毎回、風変わりなゲスト・パフォーマーを引き連れ、古典的な耽美感を軸に、演者とのインプロヴィゼーションによる混沌とした緊張感を持つ舞台を発表し続けている。それは“即興無言歌劇”の「ダークメルヒェンショウ」と称される。主にゴシック系のクラブ・イベントに出演。
2011年には京都府庁旧本館で開催されたアートイベント、ECHO TOUR（主催：京都府、府庁旧本館利活用応援ネット/協力：ECHO TOUR振興委員会、京都彫刻家協会）に参加。
また2002年以来、写真家・中村趫（なかむらきょう）とのコラボレーションを行い、『FORGOTTEN GARDEN －時忘れし庭園－』（2007年/発行所：ガルマダッパ出版）と『Rose de Reficul et Guiggles　Beyond the Aestheticism』（2013年/発行所：株式会社スタジオワープ）の二冊の写真集が出版され、愛知県の公共施設である愛知芸術文化センター・オリジナル映像作品として制作された『アリスが落ちた穴の中〜Dark Märchen Show!!』（2009年）に俳優・マメ山田と共に主演。映像作品は2011年にペヨトル工房（現ステュディオ・パラボリカ）よりDVD出版されている。
他にも東京パラボリカ・ビスや大阪10Wギャラリーといった画廊でも公演している。
主宰のRose de Reficulは「Toe Cocotte（トゥココット）」を運営し、舞台と合わせ、これらの活動を彼ら固有のオリジナルジャンルである「Victorian Underground」として統括している。

## 参考データ
愛知芸術文化センターサイト内
ECHO TOURオフィシャルサイト内
夜想peyotl HP内